# Bonna
Bonna (dziś: Bonn) – miasto w Germania Inferior na lewym brzegu Renu ufortyfikowane przez Rzymian, ważny punkt strategiczny. W mieście tym Druzus zbudował most na Renie.